# دیتان
دیتان‌ها (به انگلیسی: Ditan) دسته ای از داروهای قطع‌کننده برای درمان میگرن هستند. اولین دیتان، لاسمیدیتان شرکت الای لی‌لی بود که توسط سازمان غذا و دارو (آمریکا) در سال ۲۰۱۹ تأیید شد.
دیتان‌ها به‌طور انتخابی به زیرگروه گیرنده 5-HT 1F متصل می‌شوند. مشخص شده‌است که تعدادی از تریپتان‌ها روی این زیرگروه نیز اثر می‌گذارند، اما تنها پس از اینکه میل آنها به 5-HT1B و 5-HT1D مسئول فعالیت ضد میگرنی آن‌ها شد. فقدان تمایل به این گیرنده‌ها ممکن است در مقایسه با تریپتان‌ها در بیماران مستعد، مانند بیماران مبتلا به بیماری سرخرگ کرونری، سندرم رینود یا پس از سکته قلبی، منجر به عوارض جانبی کمتری مرتبط با انقباض عروق شود. یک بررسی در سال ۱۹۹۸ نشان داده‌است که چنین عوارض جانبی به ندرت در اکثر بیمارانی که تریپتان مصرف می‌کنند رخ می‌دهد.
یک کارآزمایی بالینی نشان داد که ۲۰۰ میلی‌گرم لاسمیدیتان در ۳۲ درصد از افراد مبتلا به حملات میگرنی با شدت متوسط یا شدید، رهایی از درد را به مدت ۲ ساعت ایجاد کرد و ۱۰۰ میلی‌گرم لاسمیدیتان در ۲۸ درصد، در مقایسه با ۱۵ درصد پس از دارونما، رهایی از درد ایجاد کرد. متعاقباً این نتایج در کارآزمایی دیگری نیز تأیید شد.